# Matilla de los Caños del Río
Matilla de los Caños del Río és un municipi de la província de Salamanca, a la comunitat autònoma de Castella i Lleó. Limita al Nord amb Robliza de Cojos i Calzada de Don Diego, a l'Est amb San Pedro de Rozados, al Sud amb Vecinos i Villalba de los Llanos i a l'Oest amb Aldehuela de la Bóveda.